# Unicodeblock Armenisch
Der Unicodeblock Armenisch (Armenian, 0530 bis 058F) enthält alle Buchstaben des armenischen Alphabets sowie die Satzzeichen.

## Liste
| Unicodenummer | Zeichen (400 %) | Kategorie                   | Bidirektionale Klasse       | Offizielle Bezeichnung                  | Beschreibung                                         |
| ------------- | --------------- | --------------------------- | --------------------------- | --------------------------------------- | ---------------------------------------------------- |
| U+0531 (1329) | Ա               | Großbuchstabe               | links nach rechts           | ARMENIAN CAPITAL LETTER AYB             | Armenischer Großbuchstabe Ayb                        |
| U+0532 (1330) | Բ               | Großbuchstabe               | links nach rechts           | ARMENIAN CAPITAL LETTER BEN             | Armenischer Großbuchstabe Ben                        |
| U+0533 (1331) | Գ               | Großbuchstabe               | links nach rechts           | ARMENIAN CAPITAL LETTER GIM             | Armenischer Großbuchstabe Gim                        |
| U+0534 (1332) | Դ               | Großbuchstabe               | links nach rechts           | ARMENIAN CAPITAL LETTER DA              | Armenischer Großbuchstabe Da                         |
| U+0535 (1333) | Ե               | Großbuchstabe               | links nach rechts           | ARMENIAN CAPITAL LETTER ECH             | Armenischer Großbuchstabe Ech                        |
| U+0536 (1334) | Զ               | Großbuchstabe               | links nach rechts           | ARMENIAN CAPITAL LETTER ZA              | Armenischer Großbuchstabe Za                         |
| U+0537 (1335) | Է               | Großbuchstabe               | links nach rechts           | ARMENIAN CAPITAL LETTER EH              | Armenischer Großbuchstabe Eh                         |
| U+0538 (1336) | Ը               | Großbuchstabe               | links nach rechts           | ARMENIAN CAPITAL LETTER ET              | Armenischer Großbuchstabe Et                         |
| U+0539 (1337) | Թ               | Großbuchstabe               | links nach rechts           | ARMENIAN CAPITAL LETTER TO              | Armenischer Großbuchstabe To                         |
| U+053A (1338) | Ժ               | Großbuchstabe               | links nach rechts           | ARMENIAN CAPITAL LETTER ZHE             | Armenischer Großbuchstabe Zhe                        |
| U+053B (1339) | Ի               | Großbuchstabe               | links nach rechts           | ARMENIAN CAPITAL LETTER INI             | Armenischer Großbuchstabe Ini                        |
| U+053C (1340) | Լ               | Großbuchstabe               | links nach rechts           | ARMENIAN CAPITAL LETTER LIWN            | Armenischer Großbuchstabe Liwn                       |
| U+053D (1341) | Խ               | Großbuchstabe               | links nach rechts           | ARMENIAN CAPITAL LETTER XEH             | Armenischer Großbuchstabe Xeh                        |
| U+053E (1342) | Ծ               | Großbuchstabe               | links nach rechts           | ARMENIAN CAPITAL LETTER CA              | Armenischer Großbuchstabe Ca                         |
| U+053F (1343) | Կ               | Großbuchstabe               | links nach rechts           | ARMENIAN CAPITAL LETTER KEN             | Armenischer Großbuchstabe Ken                        |
| U+0540 (1344) | Հ               | Großbuchstabe               | links nach rechts           | ARMENIAN CAPITAL LETTER HO              | Armenischer Großbuchstabe Ho                         |
| U+0541 (1345) | Ձ               | Großbuchstabe               | links nach rechts           | ARMENIAN CAPITAL LETTER JA              | Armenischer Großbuchstabe J                          |
| U+0542 (1346) | Ղ               | Großbuchstabe               | links nach rechts           | ARMENIAN CAPITAL LETTER GHAD            | Armenischer Großbuchstabe Ghad                       |
| U+0543 (1347) | Ճ               | Großbuchstabe               | links nach rechts           | ARMENIAN CAPITAL LETTER CHEH            | Armenischer Großbuchstabe Cheh                       |
| U+0544 (1348) | Մ               | Großbuchstabe               | links nach rechts           | ARMENIAN CAPITAL LETTER MEN             | Armenischer Großbuchstabe Men                        |
| U+0545 (1349) | Յ               | Großbuchstabe               | links nach rechts           | ARMENIAN CAPITAL LETTER YI              | Armenischer Großbuchstabe Yi                         |
| U+0546 (1350) | Ն               | Großbuchstabe               | links nach rechts           | ARMENIAN CAPITAL LETTER NOW             | Armenischer Großbuchstabe Now                        |
| U+0547 (1351) | Շ               | Großbuchstabe               | links nach rechts           | ARMENIAN CAPITAL LETTER SHA             | Armenischer Großbuchstabe Sha                        |
| U+0548 (1352) | Ո               | Großbuchstabe               | links nach rechts           | ARMENIAN CAPITAL LETTER VO              | Armenischer Großbuchstabe Vo                         |
| U+0549 (1353) | Չ               | Großbuchstabe               | links nach rechts           | ARMENIAN CAPITAL LETTER CHA             | Armenischer Großbuchstabe Cha                        |
| U+054A (1354) | Պ               | Großbuchstabe               | links nach rechts           | ARMENIAN CAPITAL LETTER PEH             | Armenischer Großbuchstabe Peh                        |
| U+054B (1355) | Ջ               | Großbuchstabe               | links nach rechts           | ARMENIAN CAPITAL LETTER JHEH            | Armenischer Großbuchstabe Jheh                       |
| U+054C (1356) | Ռ               | Großbuchstabe               | links nach rechts           | ARMENIAN CAPITAL LETTER RA              | Armenischer Großbuchstabe Ra                         |
| U+054D (1357) | Ս               | Großbuchstabe               | links nach rechts           | ARMENIAN CAPITAL LETTER SEH             | Armenischer Großbuchstabe Seh                        |
| U+054E (1358) | Վ               | Großbuchstabe               | links nach rechts           | ARMENIAN CAPITAL LETTER VEW             | Armenischer Großbuchstabe Vew                        |
| U+054F (1359) | Տ               | Großbuchstabe               | links nach rechts           | ARMENIAN CAPITAL LETTER TIWN            | Armenischer Großbuchstabe Tiwn                       |
| U+0550 (1360) | Ր               | Großbuchstabe               | links nach rechts           | ARMENIAN CAPITAL LETTER REH             | Armenischer Großbuchstabe Reh                        |
| U+0551 (1361) | Ց               | Großbuchstabe               | links nach rechts           | ARMENIAN CAPITAL LETTER CO              | Armenischer Großbuchstabe Co                         |
| U+0552 (1362) | Ւ               | Großbuchstabe               | links nach rechts           | ARMENIAN CAPITAL LETTER YIWN            | Armenischer Großbuchstabe Yiwn                       |
| U+0553 (1363) | Փ               | Großbuchstabe               | links nach rechts           | ARMENIAN CAPITAL LETTER PIWR            | Armenischer Großbuchstabe Piwr                       |
| U+0554 (1364) | Ք               | Großbuchstabe               | links nach rechts           | ARMENIAN CAPITAL LETTER KEH             | Armenischer Großbuchstabe Keh                        |
| U+0555 (1365) | Օ               | Großbuchstabe               | links nach rechts           | ARMENIAN CAPITAL LETTER OH              | Armenischer Großbuchstabe Oh                         |
| U+0556 (1366) | Ֆ               | Großbuchstabe               | links nach rechts           | ARMENIAN CAPITAL LETTER FEH             | Armenischer Großbuchstabe Feh                        |
| U+0559 (1369) | ՙ               | modifizierender Buchstabe   | links nach rechts           | ARMENIAN MODIFIER LETTER LEFT HALF RING | Armenischer Modifikationsbuchstabe Halber Ring links |
| U+055A (1370) | ՚               | andere Interpunktion        | links nach rechts           | ARMENIAN APOSTROPHE                     | Armenischer Apostroph                                |
| U+055B (1371) | ՛               | andere Interpunktion        | links nach rechts           | ARMENIAN EMPHASIS MARK                  | Armenisches Betonungszeichen                         |
| U+055C (1372) | ՜               | andere Interpunktion        | links nach rechts           | ARMENIAN EXCLAMATION MARK               | Armenisches Ausrufezeichen                           |
| U+055D (1373) | ՝               | andere Interpunktion        | links nach rechts           | ARMENIAN COMMA                          | Armenisches Komma                                    |
| U+055E (1374) | ՞               | andere Interpunktion        | links nach rechts           | ARMENIAN QUESTION MARK                  | Armenisches Fragezeichen                             |
| U+055F (1375) | ՟               | andere Interpunktion        | links nach rechts           | ARMENIAN ABBREVIATION MARK              | Armenisches Abkürzungszeichen                        |
| U+0560 (1376) | ՠ               | Kleinbuchstabe              | links nach rechts           | ARMENIAN SMALL LETTER TURNED AYB        | Armenischer Kleinbuchstabe gedrehtes Ayb             |
| U+0561 (1377) | ա               | Kleinbuchstabe              | links nach rechts           | ARMENIAN SMALL LETTER AYB               | Armenischer Kleinbuchstabe Ayb                       |
| U+0562 (1378) | բ               | Kleinbuchstabe              | links nach rechts           | ARMENIAN SMALL LETTER BEN               | Armenischer Kleinbuchstabe Ben                       |
| U+0563 (1379) | գ               | Kleinbuchstabe              | links nach rechts           | ARMENIAN SMALL LETTER GIM               | Armenischer Kleinbuchstabe Gim                       |
| U+0564 (1380) | դ               | Kleinbuchstabe              | links nach rechts           | ARMENIAN SMALL LETTER DA                | Armenischer Kleinbuchstabe Da                        |
| U+0565 (1381) | ե               | Kleinbuchstabe              | links nach rechts           | ARMENIAN SMALL LETTER ECH               | Armenischer Kleinbuchstabe Ech                       |
| U+0566 (1382) | զ               | Kleinbuchstabe              | links nach rechts           | ARMENIAN SMALL LETTER ZA                | Armenischer Kleinbuchstabe Za                        |
| U+0567 (1383) | է               | Kleinbuchstabe              | links nach rechts           | ARMENIAN SMALL LETTER EH                | Armenischer Kleinbuchstabe Eh                        |
| U+0568 (1384) | ը               | Kleinbuchstabe              | links nach rechts           | ARMENIAN SMALL LETTER ET                | Armenischer Kleinbuchstabe Et                        |
| U+0569 (1385) | թ               | Kleinbuchstabe              | links nach rechts           | ARMENIAN SMALL LETTER TO                | Armenischer Kleinbuchstabe To                        |
| U+056A (1386) | ժ               | Kleinbuchstabe              | links nach rechts           | ARMENIAN SMALL LETTER ZHE               | Armenischer Kleinbuchstabe Zhe                       |
| U+056B (1387) | ի               | Kleinbuchstabe              | links nach rechts           | ARMENIAN SMALL LETTER INI               | Armenischer Kleinbuchstabe Ini                       |
| U+056C (1388) | լ               | Kleinbuchstabe              | links nach rechts           | ARMENIAN SMALL LETTER LIWN              | Armenischer Kleinbuchstabe Liwn                      |
| U+056D (1389) | խ               | Kleinbuchstabe              | links nach rechts           | ARMENIAN SMALL LETTER XEH               | Armenischer Kleinbuchstabe Xeh                       |
| U+056E (1390) | ծ               | Kleinbuchstabe              | links nach rechts           | ARMENIAN SMALL LETTER CA                | Armenischer Kleinbuchstabe Ca                        |
| U+056F (1391) | կ               | Kleinbuchstabe              | links nach rechts           | ARMENIAN SMALL LETTER KEN               | Armenischer Kleinbuchstabe Ken                       |
| U+0570 (1392) | հ               | Kleinbuchstabe              | links nach rechts           | ARMENIAN SMALL LETTER HO                | Armenischer Kleinbuchstabe Ho                        |
| U+0571 (1393) | ձ               | Kleinbuchstabe              | links nach rechts           | ARMENIAN SMALL LETTER JA                | Armenischer Kleinbuchstabe Ja                        |
| U+0572 (1394) | ղ               | Kleinbuchstabe              | links nach rechts           | ARMENIAN SMALL LETTER GHAD              | Armenischer Kleinbuchstabe Ghad                      |
| U+0573 (1395) | ճ               | Kleinbuchstabe              | links nach rechts           | ARMENIAN SMALL LETTER CHEH              | Armenischer Kleinbuchstabe Cheh                      |
| U+0574 (1396) | մ               | Kleinbuchstabe              | links nach rechts           | ARMENIAN SMALL LETTER MEN               | Armenischer Kleinbuchstabe Men                       |
| U+0575 (1397) | յ               | Kleinbuchstabe              | links nach rechts           | ARMENIAN SMALL LETTER YI                | Armenischer Kleinbuchstabe Yi                        |
| U+0576 (1398) | ն               | Kleinbuchstabe              | links nach rechts           | ARMENIAN SMALL LETTER NOW               | Armenischer Kleinbuchstabe Now                       |
| U+0577 (1399) | շ               | Kleinbuchstabe              | links nach rechts           | ARMENIAN SMALL LETTER SHA               | Armenischer Kleinbuchstabe Sha                       |
| U+0578 (1400) | ո               | Kleinbuchstabe              | links nach rechts           | ARMENIAN SMALL LETTER VO                | Armenischer Kleinbuchstabe Vo                        |
| U+0579 (1401) | չ               | Kleinbuchstabe              | links nach rechts           | ARMENIAN SMALL LETTER CHA               | Armenischer Kleinbuchstabe Cha                       |
| U+057A (1402) | պ               | Kleinbuchstabe              | links nach rechts           | ARMENIAN SMALL LETTER PEH               | Armenischer Kleinbuchstabe Peh                       |
| U+057B (1403) | ջ               | Kleinbuchstabe              | links nach rechts           | ARMENIAN SMALL LETTER JHEH              | Armenischer Kleinbuchstabe Jheh                      |
| U+057C (1404) | ռ               | Kleinbuchstabe              | links nach rechts           | ARMENIAN SMALL LETTER RA                | Armenischer Kleinbuchstabe Ra                        |
| U+057D (1405) | ս               | Kleinbuchstabe              | links nach rechts           | ARMENIAN SMALL LETTER SEH               | Armenischer Kleinbuchstabe Seh                       |
| U+057E (1406) | վ               | Kleinbuchstabe              | links nach rechts           | ARMENIAN SMALL LETTER VEW               | Armenischer Kleinbuchstabe Vew                       |
| U+057F (1407) | տ               | Kleinbuchstabe              | links nach rechts           | ARMENIAN SMALL LETTER TIWN              | Armenischer Kleinbuchstabe Tiwn                      |
| U+0580 (1408) | ր               | Kleinbuchstabe              | links nach rechts           | ARMENIAN SMALL LETTER REH               | Armenischer Kleinbuchstabe Reh                       |
| U+0581 (1409) | ց               | Kleinbuchstabe              | links nach rechts           | ARMENIAN SMALL LETTER CO                | Armenischer Kleinbuchstabe Co                        |
| U+0582 (1410) | ւ               | Kleinbuchstabe              | links nach rechts           | ARMENIAN SMALL LETTER YIWN              | Armenischer Kleinbuchstabe Yiwn                      |
| U+0583 (1411) | փ               | Kleinbuchstabe              | links nach rechts           | ARMENIAN SMALL LETTER PIWR              | Armenischer Kleinbuchstabe Piwr                      |
| U+0584 (1412) | ք               | Kleinbuchstabe              | links nach rechts           | ARMENIAN SMALL LETTER KEH               | Armenischer Kleinbuchstabe Keh                       |
| U+0585 (1413) | օ               | Kleinbuchstabe              | links nach rechts           | ARMENIAN SMALL LETTER OH                | Armenischer Kleinbuchstabe Oh                        |
| U+0586 (1414) | ֆ               | Kleinbuchstabe              | links nach rechts           | ARMENIAN SMALL LETTER FEH               | Armenischer Kleinbuchstabe Feh                       |
| U+0587 (1415) | և               | Kleinbuchstabe              | links nach rechts           | ARMENIAN SMALL LIGATURE ECH YIWN        | Armenische kleine Ligatur Ech Yiwn                   |
| U+0588 (1416) | ֈ               | Kleinbuchstabe              | links nach rechts           | ARMENIAN SMALL LETTER YI WITH STROKE    | Armenischer Kleinbuchstabe Yi mit Strich             |
| U+0589 (1417) | ։               | andere Interpunktion        | links nach rechts           | ARMENIAN FULL STOP                      | Armenischer Punkt                                    |
| U+058A (1418) | ֊               | strichförmige Interpunktion | anderes neutrales Zeichen   | ARMENIAN HYPHEN                         | Armenischer Bindestrich                              |
| U+058D (1421) | ֍               | anderes Symbol              | anderes neutrales Zeichen   | RIGHT-FACING ARMENIAN ETERNITY SIGN     | rechtsläufiges armenisches Ewigkeitszeichen          |
| U+058E (1422) | ֎               | anderes Symbol              | anderes neutrales Zeichen   | LEFT-FACING ARMENIAN ETERNITY SIGN      | linksläufiges armenisches Ewigkeitszeichen           |
| U+058F (1423) | ֏               | Währungssymbol              | europäisches Schlusszeichen | ARMENIAN DRAM SIGN                      | Dramzeichen                                          |